# Richard Donner
Richard Donner, nascido Richard Donald Schwartzberg, (Nova Iorque, 24 de abril de 1930 – 5 de julho de 2021) foi um diretor de cinema estadunidense. Mais conhecido por filmes de ação e aventura como Superman: The Movie e The Goonies, seu trabalho nos quatro Lethal Weapon torna-o um dos três diretores a terem dirigido todos os filmes de uma tetralogia, junto de Wes Craven (Scream) e Steven Spielberg (Indiana Jones). Realizou grandes sucessos como A Profecia de 1976. Iniciou sua carreira na TV tendo dirigido episódios da série Além da Imaginação (Twilight Zone), além das séries Kojak, Agente 86, Guerra Sombra e Água Fresca e Agente da UNCLE.
Donner morreu em 5 de julho de 2021, 91 anos de idade.

## Filmografia

### Cinema
| Título original                            | Título no Brasil                    | Título em Portugal                         | Ano  |  |
| ------------------------------------------ | ----------------------------------- | ------------------------------------------ | ---- |  |
| G-Force                                    | Força G                             | Força G                                    | 2009 |  |
| X-Men Origins: Wolverine                   | X-Men Origens: Wolverine            | X-Men Origens: Wolverine                   | 2009 |  |
| Superman II - The Richard Donner Cut       | Superman II: The Richard Donner Cut | Superman II: The Richard Donner Cut        | 2006 |  |
| 16 Blocks                                  | 16 Quadras                          | 16 Blocks                                  | 2006 |  |
| Timeline                                   | Linha do Tempo                      | Resgate no Tempo                           | 2003 |  |
| Wing Commander                             | Wing Commander - A Batalha Final    | Wing Commander - Comandante de Esquadrilha | 1999 |  |
| Lethal Weapon 4                            | Máquina Mortífera 4                 | Arma Mortífera 4                           | 1998 |  |
| Conspiracy Theory                          | Teoria da Conspiração               | Teoria da Conspiração                      | 1997 |  |
| Assassins                                  | Assassinos                          | Assassinos                                 | 1995 |  |
| Maverick                                   | Maverick                            | Marverick                                  | 1994 |  |
| On Deadly Ground                           | Em Terreno Selvagem                 | Em Terra Selvagem                          | 1994 |  |
| Radio Flyer                                | Radio Flyer                         | A Força da Ilusão                          | 1992 |  |
| Lethal Weapon 3                            | Máquina Mortífera 3                 | Arma Mortífera 3                           | 1992 |  |
| Two-Fisted Tales                           | Histórias Insólitas                 | Two-Fisted Tales                           | 1991 |  |
| Scissors                                   | O Enigma do Passado                 | Violada e Perseguida                       | 1991 |  |
| Lethal Weapon 2                            | Máquina Mortífera 2                 | Arma Mortífera 2                           | 1989 |  |
| Scrooged                                   | Os Fantasmas Contra-Atacam          | S.O.S. Fantasmas                           | 1988 |  |
| Lethal Weapon                              | Máquina Mortífera                   | Arma Mortífera                             | 1987 |  |
| The Goonies                                | Os Goonies                          | Os Goonies                                 | 1985 |  |
| Ladyhawke                                  | O Feitiço de Áquila                 | A Mulher Falcão                            | 1985 |  |
| The Toy                                    | O Brinquedo                         | O Brinquedo                                | 1982 |  |
| Inside Moves                               | O Bar Mix                           | Rendez-Vous no Max's                       | 1980 |  |
| Superman II                                | Superman II - A Aventura Continua   | Super-Homem II                             | 1980 |  |
| Superman: The Movie                        | Superman - O Filme                  | Super-Homem                                | 1978 |  |
| The Omen                                   | A Profecia                          | O Génio do Mal                             | 1976 |  |
| Sarah T. - Portrait of a teenage alcoholic | A garota viciada                    |                                            | 1975 |  |
| Lola                                       | Twinky                              | Twinky                                     | 1969 |  |
| Salt and Pepper                            | Uma Dupla em Ponto de Bala          |                                            | 1968 |  |
| X-15                                       | O Avião Foguete X-15                | X-15                                       | 1961 |  |

### TV
- 1975 - Bronk (TV)
- 1975 - Sarah T. - Portrait of a Teenage Alcoholic (TV)
- 1975 - A Shadow in the streets
- 1974 - Lucas Tanner (TV)
- 1974 - Senior Year (TV)
- 1965 - James West (TV)
- 1963 - Philbert (curta-metragem)
- 1963 - Nightmare at 20,000 Feet
- 1963 - De Agnes, com amor
- 1963 - Sons e Silências
- 1963 - The Jeopardy Room
- 1964 - The Brain Center at Whipple's
- 1964 - Come wander with me

## Prêmios
- Ganhou em 2000 o prêmio pelo Conjunto da Obra, dado pelo Hollywood Film Festival.
- Ganhou em 2000 o prêmio Presidente dado pela Academy of Science Fiction, Horror and Fantasy Films.